# Edna Purviance
Edna Purviance (Paradise Valley, 21 oktober 1895 - Hollywood, 11 januari 1958) was een Amerikaans actrice, voornamelijk beroemd in de tijd van de stomme film.

## Biografie
Purviance werd geboren in Paradise Valley en leefde daar tot 1898. Toen verhuisde de familie naar Lovelock, waar haar ouders een hotel runden. In 1902 scheidden haar ouders.
Als tiener was Edna een getalenteerde pianospeelster en ging in 1913 naar San Francisco om naar de universiteit te gaan. Het was de bedoeling dat ze een zakenvrouw zou worden.
Acteur Charlie Chaplin was in 1915 in San Francisco om een tegenspeelster te zoeken voor zijn film A Night Out. Hij ontdekte Edna in een café. Hij was in het begin niet overtuigd van haar. Hij dacht dat ze te serieus zou zijn voor een komische rol. Toch kreeg ze uiteindelijk de rol.
Door de jaren heen, acteerde ze samen met Chaplin in 35 films, waaronder de klassieker The Kid (1921). Ze hadden ook een relatie van 1916 tot 1918. Haar eerste echte hoofdrol was in de film A Woman of Paris (1923). Deze werd geregisseerd door Chaplin, ook al speelde hij niet in de film.
Hoewel ze altijd nog erg hecht was met Chaplin, trouwde ze in 1938 met John Squire. Hij stierf in 1945. Zelf overleed ze op 11 januari 1958 aan kanker.

## Filmografie
| - A Night Out (1915) - The Champion (1915) - In the Park (1915) - A Jitney Elopement (1915) - The Tramp (1915) - By the Sea (1915) - Work (1915) - A Woman (1915) - The Bank (1915) - Shanghaied (1915) - A Night in the Show (1915) - Burlesque on Carmen (1915) - The Floorwalker (1916) - Police! (1916) - The Fireman (1916) - The Vagabond (1916) - The Count (1916) - The Pawnshop (1916) - Behind the Screen (1916) - The Rink (1916) | - Easy Street (1917) - The Cure (1917) - The Immigrant (1917) - The Adventurer (1917) - A Dog's Life (1918) - Triple Trouble (1918) - Shoulder Arms (1918) - The Bond (1918) - Sunnyside (1919) - A Day's Pleasure (1919) - The Kid (1921) - The Idle Class (1921) - Pay Day (1922) - The Pilgrim (1923) - A Woman of Paris (1923) - A Woman of the Sea (1926) - Education de Prince (1927) - Monsieur Verdoux (1947) - Limelight (1952) |

- Bibsys: 3118495
- Biblioteca Nacional de España: XX1541588
- Bibliothèque nationale de France: cb140291268 (data)
- Gemeinsame Normdatei: 1027251803
- International Standard Name Identifier: 0000 0001 2095 7334
- Library of Congress Control Number: no89017537
- Nationale Bibliotheek van Tsjechië: pna2007389312
- Nationale Bibliotheek van Israël: 987007340606105171
- Nederlandse Thesaurus van Auteursnamen: 071710701
- SNAC: w63w3kbc
- Système universitaire de documentation: 060558547
- Trove: 829522
- Virtual International Authority File: 21700393
- WorldCat: E39PBJcrbXwpwXxrckTpYfXyBP